# Bretislao II di Boemia
Bretislao II (Praga, 1056 circa – Zbečno, 22 dicembre 1100) fu duca di Boemia dal 1092 alla morte.
Durante il suo regno dovette scontrarsi con i rivali della sua stessa dinastia dei Přemyslidi, specialmente con il ramo moravo della stirpe. Sono ben noti i suoi editti, con i quali voleva imporre il cristianesimo tra la popolazione.

## Biografia
Bretislao II era il figlio maggiore del re Vratislao II e di Adelaide d'Ungheria, figlia del re d'Ungheria Andrea I. Il regno del padre fu insolitamente lungo e fu caratterizzato da dispute e competizione all'interno dei rami boemi e moravo della dinastia dei Přemyslidi. Lo stesso Bretislao dovette lasciare il paese per un breve periodo intorno al 1090 per paura del padre e cercò rifugio in Ungheria con oltre 2000 guerrieri e seguaci. La corona reale boema non era ereditaria al tempo di Vratislao II e fu persa con la sua morte nel 1092. In base al principio di anzianità, Corrado I assunse il trono di Praga, ma morì dopo solo otto mesi. Successivamente, Bretislao divenne il legittimo successore.
Le ostilità all'interno della dinastia continuarono durante il suo regno. Nel 1099 il duca attaccò il ramo dei Přemyslidi moravi, Ulrico/Oldřich e Luitpoldo, figli del predecessore Corrado, li scacciò e trasferì il dominio della Moravia al fratellastro Bořivoj II, cercando di aderire al principio di anzianità introdotto dal nonno Bretislao I, in cui i figli minori detenevano alcuni ducati in Moravia. Per assicurargli anche la successione al trono di Praga, il duca si rivolse all'imperatore Enrico IV di Franconia con la richiesta di dare in feudo al fratellastro la Boemia. In tal modo, non solo sospese il principio di anzianità, ma rafforzò anche l'influenza dell'impero in Boemia. Oltre al teatro di guerra moravo, sotto il suo governo scoppiò anche la guerra contro il regno di Polonia. Nel 1096 distrusse la fortificazione polacca di Bardo (in tedesco Wartha) per costruire il suo castello a Kamieniec Ząbkowicki (in tedesco Kamenz).
Bretislao II tentò di sradicare le rimanenti tradizioni e usanze non cristiane dei suoi sudditi in un programma di cristianizzazione su larga scala. Fece abbattere i boschi sacri e proibì le sepolture pagane e i rituali di morte. Gli editti del duca forniscono importanti informazioni sulla religione precristiana in Boemia. Fece inoltre cacciare, come fece decenni prima Spytihněv II, i monaci del monastero di Sázava, che svolgevano i loro uffici in lingua slava, sostituendoli con frati che utilizzavano la lingua latina.
Nel 1096 iniziò la prima crociata per liberare Gerusalemme e i crociati della regione del Reno, della Francia e della Germania presero la via verso la Terra santa passando per la Boemia verso l'Ungheria. Lungo la strada "convertirono" soprattutto ebrei al cristianesimo. Anche il duca adottò questo approccio e battezzò gli ebrei a Praga con la forza. Quando nel 1098 un gran numero di ebrei di Praga volevano lasciare il paese, gli furono confiscate le loro proprietà. Questo evento è considerato il primo pogrom boemo.

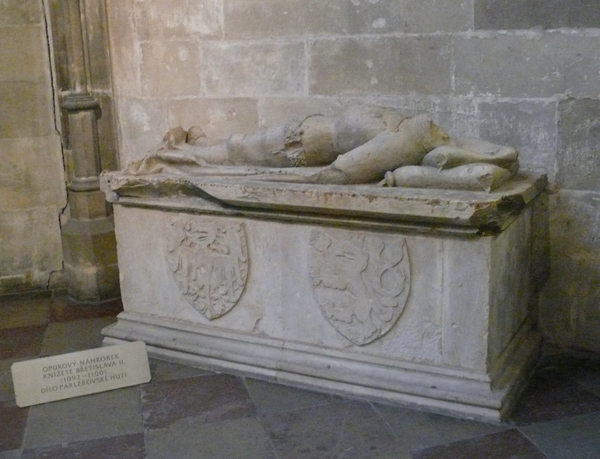
Tomba di Bretislao II.

Bretislao II morì assassinato nel 1100. Al suo ritorno dalla caccia nella zona di Zbečno, fu colpito da una freccia da un cavaliere. L'assassino di nome Lorek fu poi trovato e ucciso con il suo stesso pugnale. Si presumeva che si trattasse di un omicidio su commissione degli ultimi sopravvissuti della stirpe dei Vršovci, ma anche il suo fratellastro e successore Bořivoj e la madre di questo, matrigna di Bretislao II, Swatawa furono sospettati di aver ordito l'omicidio. Fu sepolto nella basilica di San Vito, edificio precedente alla cattedrale di San Vito.

## Matrimonio e figli
Bretislao II sposò nel 1094 Liutgarda di Bogen, dal quale ebbe un figlio di nome Bretislao.

## Ascendenza
|                         |       |                       | Genitori                |  |  | Nonni |  |  | Bisnonni         |  |  | Trisnonni             |  |
|                         |       |                       |                         |  |  |       |  |  | Ulrico di Boemia |  |  | Boleslao II di Boemia |  |
|                         |       |                       |                         |  |  |       |  |  | Ulrico di Boemia |  |  | Boleslao II di Boemia |  |
|                         |       | …                     |                         |  |  |       |  |  | Ulrico di Boemia |  |  |                       |  |
| Bretislao I di Boemia   |       |                       |                         |  |  |       |  |  | Ulrico di Boemia |  |  |                       |  |
|                         |       | Božena di Boemia      | …                       |  |  |       |  |  |                  |  |  |                       |  |
|                         |       | Božena di Boemia      | …                       |  |  |       |  |  |                  |  |  |                       |  |
|                         |       | Božena di Boemia      | …                       |  |  |       |  |  |                  |  |  |                       |  |
| Vratislao II di Boemia  |       | Božena di Boemia      |                         |  |  |       |  |  |                  |  |  |                       |  |
|                         |       | Enrico di Schweinfurt | Bertoldo di Schweinfurt |  |  |       |  |  |                  |  |  |                       |  |
|                         |       | Enrico di Schweinfurt | Bertoldo di Schweinfurt |  |  |       |  |  |                  |  |  |                       |  |
|                         |       | Enrico di Schweinfurt | Eilika di Walbeck       |  |  |       |  |  |                  |  |  |                       |  |
| Giuditta di Schweinfurt |       | Enrico di Schweinfurt |                         |  |  |       |  |  |                  |  |  |                       |  |
|                         |       | Gerberga di Gleiberg  | Eriberto di Wetterau    |  |  |       |  |  |                  |  |  |                       |  |
|                         |       | Gerberga di Gleiberg  | Eriberto di Wetterau    |  |  |       |  |  |                  |  |  |                       |  |
|                         |       | Gerberga di Gleiberg  | Irmtrud di Avalgau      |  |  |       |  |  |                  |  |  |                       |  |
| Bretislao II di Boemia  |       | Gerberga di Gleiberg  |                         |  |  |       |  |  |                  |  |  |                       |  |
|                         | Vazul | Mihály                |                         |  |  |       |  |  |                  |  |  |                       |  |
|                         | Vazul | Mihály                |                         |  |  |       |  |  |                  |  |  |                       |  |
|                         | Vazul | …                     |                         |  |  |       |  |  |                  |  |  |                       |  |
| Andrea I d'Ungheria     | Vazul |                       |                         |  |  |       |  |  |                  |  |  |                       |  |
|                         |       | …                     | …                       |  |  |       |  |  |                  |  |  |                       |  |
|                         |       | …                     | …                       |  |  |       |  |  |                  |  |  |                       |  |
|                         |       | …                     | …                       |  |  |       |  |  |                  |  |  |                       |  |
| Adelaide d'Ungheria     |       | …                     |                         |  |  |       |  |  |                  |  |  |                       |  |
|                         |       | Jaroslav I di Kiev    | Vladimir I di Kiev      |  |  |       |  |  |                  |  |  |                       |  |
|                         |       | Jaroslav I di Kiev    | Vladimir I di Kiev      |  |  |       |  |  |                  |  |  |                       |  |
|                         |       | Jaroslav I di Kiev    | Rogneda di Polack       |  |  |       |  |  |                  |  |  |                       |  |
| Anastasia di Kiev       |       | Jaroslav I di Kiev    |                         |  |  |       |  |  |                  |  |  |                       |  |
|                         |       | Ingegerd Olofsdotter  | Olof III di Svezia      |  |  |       |  |  |                  |  |  |                       |  |
|                         |       | Ingegerd Olofsdotter  | Olof III di Svezia      |  |  |       |  |  |                  |  |  |                       |  |
|                         |       | Ingegerd Olofsdotter  | Estrid degli Obotriti   |  |  |       |  |  |                  |  |  |                       |  |
|                         |       | Ingegerd Olofsdotter  |                         |  |  |       |  |  |                  |  |  |                       |  |